# Советская Латвия (фильм, 1947)
«Сове́тская Ла́твия» — советский чёрно-белый документальный полнометражный фильм 1947 года, созданный на ЦСДФ при участии Рижской студии кинохроники. Повествует об успехах социалистического строительства в восстановлении народного хозяйства и культуры Латвийской ССР первых послевоенных лет.

## Хронология
Улицы Риги. Оккупация города немецкими войсками. Пожары в городе. Советские партизаны. Освобождение Риги частями Красной армии.
Восстановительные работы в городе. Сцены мирной жизни на селе: вспашка полей, ремонт техники, выгул скота. Сбор урожая, вязка снопов, обмолот и сдача зерна.
Заседание Верховного Совета СССР в Москве. Выступление Первого секретаря Рижского городского комитета КП(б) Латвии Я. Э. Калнберзиня в присутствии Сталина и членов правительства. 
Со всей страны идёт доставка техники, оборудования и стройматериалов для восстановления промышленности. Визит текстильщиц на ткацкую фабрику в Орехово-Зуево, где работает М. Волкова. Смена на металлургическом заводе «Красный металлург» и порту Лиепаи, на рижских заводах «ВЭФ» и «Проводник». 
Рыбаки на Рижском взморье, суда рыболовецкой артели в море. Оживление в латвийских морских портах. Заседание Верховного Совета Латвийской ССР. Рижский государственный театр оперы и балета. Студенты на лекциях в университете, школьники в рижском Дворце пионеров.

## Съёмочная группа
- Автор сценария: Борис Агапов
- Режиссёры-постановщики: Сергей Гуров и Леонид Кристи
- Операторы:

- Теодор Бунимович
- Юрий Монгловский
- Борис Небылицкий
- Александр Щекутьев
- Григорий Гибер
- Алексей Сёмин
- Борис Соколов
- И. Касаткина
- Лаймонс Гайгалс
- Яков Марченко
- Вадим Масс
- Михаил Посельский
- Вера Лезерсон
- В. Карпов

- Звукооператор: Виктор Котов
- Композиторы: Маргер Зариньш и Арнольд Ройтман
- Текст читает: Леонид Хмара

## Технические данные
- моно
- чёрно-белый, 35 мм.
- 1387,1 метров[1]